# Joseph-François-Édouard de Corsembleu
Joseph-François-Édouard de Corsembleu, sieur de Desmahis, né le 1er mars 1723 à Sully-sur-Loire et mort le 25 février 1761 à Paris, est un dramaturge français.

## Biographie
Desmahis se fait d’abord connaître, sous les auspices de Voltaire, par des pièces fugitives, dont :
- Le Voyage de Saint-Germain ;
- L'Heureux amant qui sait te plaire.

En 1750, il fait jouer L’Impertinent, ou le Billet perdu, comédie en un acte.
Il fournit les articles « fat » et « femme » à l’Encyclopédie de Diderot et D’Alembert.
On a recueilli ses Œuvres en 2 vol. in-12 (1778).

## Pour approfondir